# حادثه کاجیوارا کاگه‌توکی
حادثه کاجیوارا کاگه‌توکی (به ژاپنی: 梶原景時の変（かじわらかげときのへん)، حادثه و یک مناقشه سیاسی در دوره شوگون‌سالاری کاماکورا بود که در اوایل دوره کاماکورا به وقوع پیوست و از ۱۵ نوامبر ۱۱۹۹ تا ۶ فوریه ۱۲۰۰ ادامه داشت، پس از مرگ اولین شوگون میناموتو نو یوریتومو، کاجیوارا کاگه‌توکی، معتمد او، استیضاح شد و با صدور کیفرخواست مشترک توسط ۶۶ ملازم، از مقام و قدرت برکنار شد و تمام خانواده‌اش کشته شدند. او اولین قربانی جنگ قدرت در شوگون سالاری کاماکورا بود که پس از مرگ یوریتومو آغاز شد.